# Top Naeff

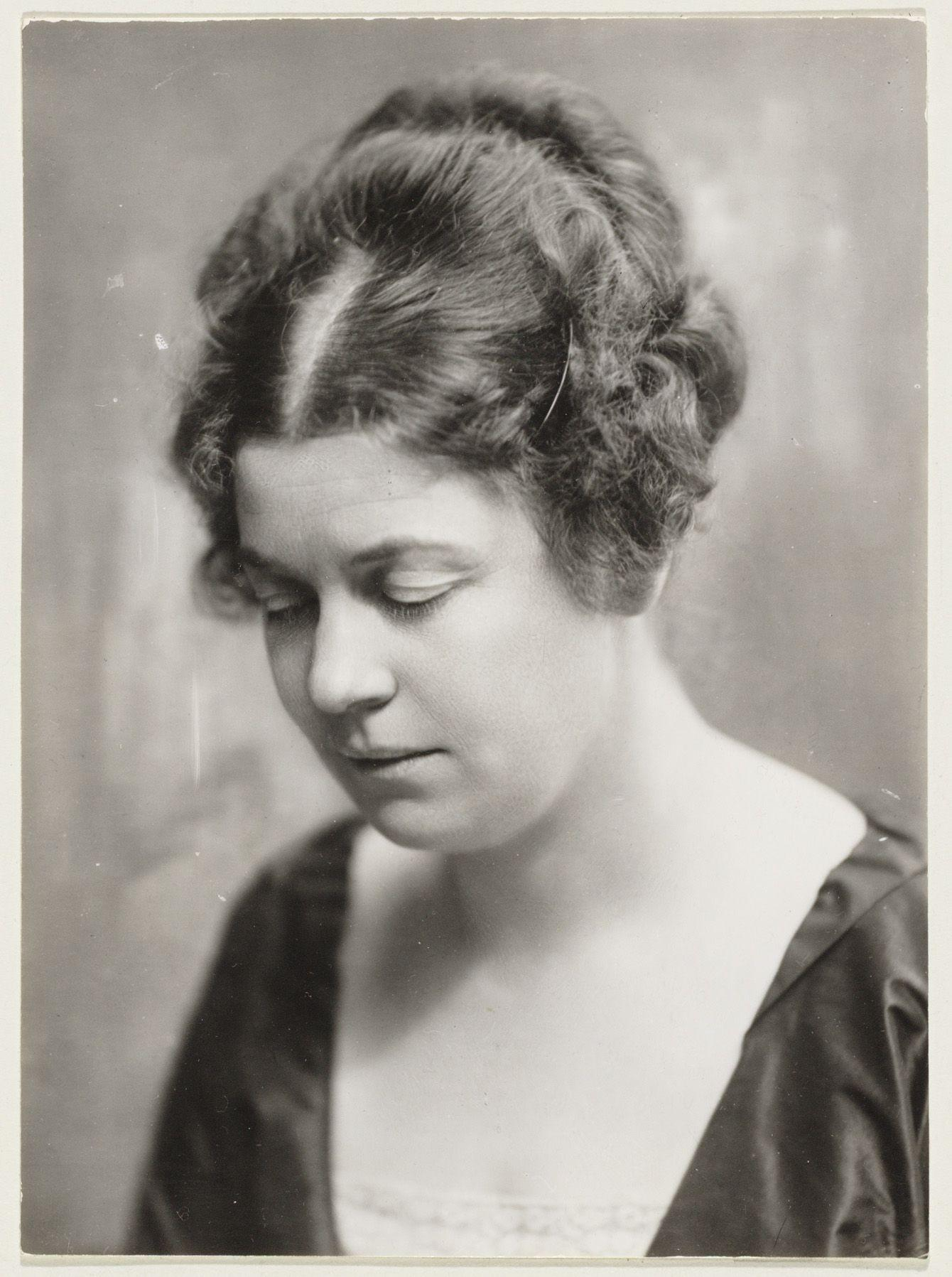
Top Naeff (1921)

Anthonetta, genannt Top Naeff (* 24. März 1878 in Dordrecht; † 22. April 1953 ebenda) war eine niederländische Schriftstellerin. Ihr umfangreiches Werk umfasst Theaterstücke, Jugendromane, Novellen, Erzählungen, Theaterkritiken und Biografien. Ab Mitte der 1920er-Jahre wurde ihr Prosawerk als zu bourgeois und konservativ bewertet und seine Bedeutung in Frage gestellt. Ihre Theaterkritiken sind bis heute anerkannt.

## Leben und Werk

### Kindheit und Jugend
Anthonetta Naeff war das einzige Kind des Berufssoldaten Johan Reinhard Naeff (1844–1897) und seiner Ehefrau Anna Cornelia Vriesendorp (1856–nach 1913). Die Mutter entstammte einer Dordrechter Kaufmannsfamilie, der Vater war zum Zeitpunkt ihrer Geburt Oberleutnant bei den Pontonieren. Mehr an Romanen, wie von Anna Bosboom-Toussaint und Hélène Swarth, als an der Schule interessiert, begann Anthonetta schon früh, selbst zu schreiben. 1896 debütierte sie mit einer Kurzgeschichte in der Elsevier‘s Geïllustreerd Maandschrift. Nachdem sie ein Jahr in einem französischen Internat in Brüssel verbracht hatte, starb ihr Vater unerwartet. Top zog zu ihrer Mutter nach Dordrecht und widmete sich weiter dem Schreiben.

### Theaterstücke und Jugendbücher

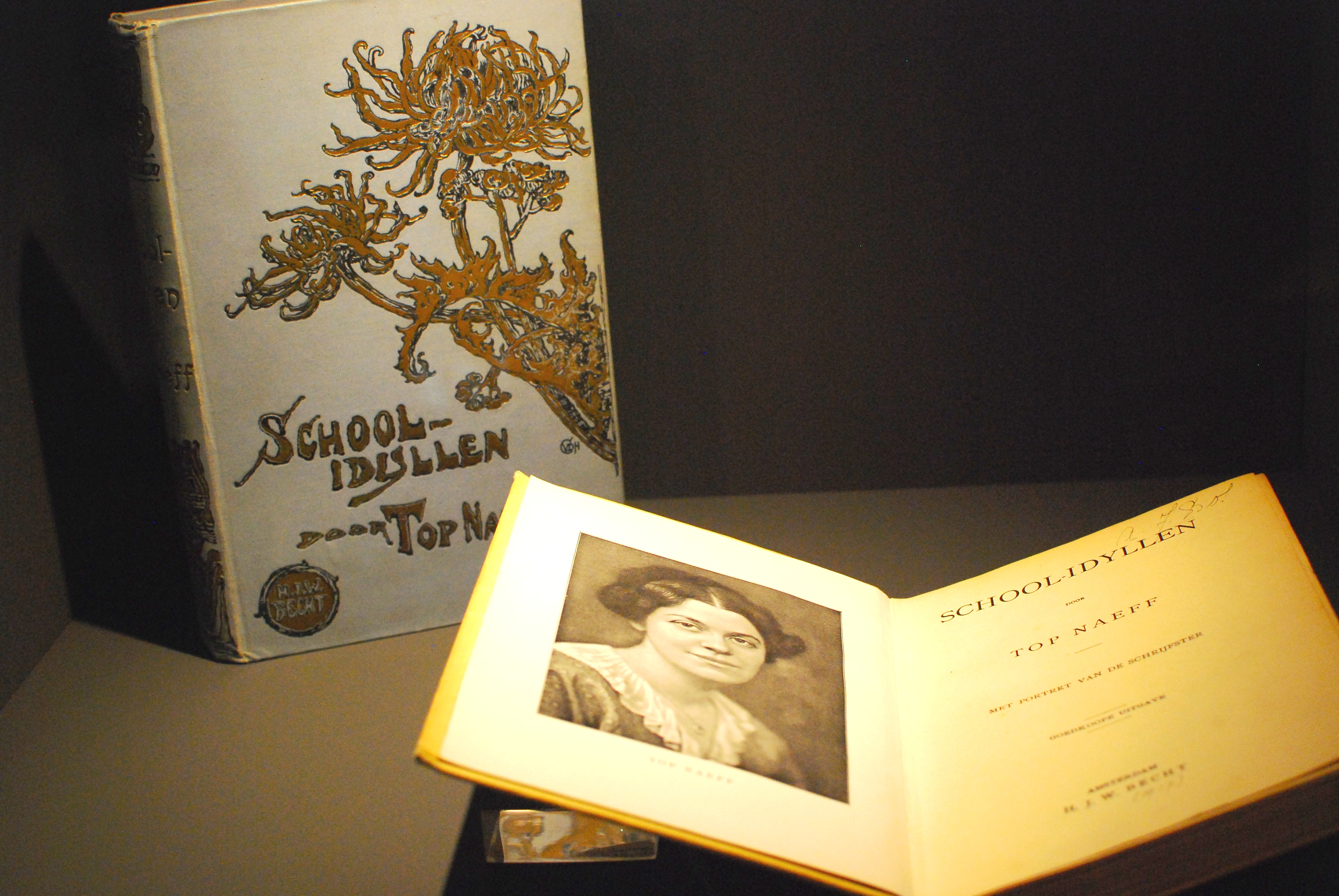
Schul-Idyllen, 1900. Huis van het boek, Den Haag

1899 wurde ihr Theaterstück De genadeslag (Der Gnadenstoß) in Dordrecht aufgeführt, 1901 folgte der Sketch Aan flarden (In Fetzen). Weil letzterer nicht an den Erstlingserfolg anknüpfen konnte, gab sie das Stückeschreiben auf, veröffentlichte später jedoch eine Reihe von Theaterkritiken. 1900 gelang Naeff ein Bestseller: Der Jugendroman School-idyllen (Schul-Idyllen) enthielt sowohl humoristische als auch tragisch-sentimentale Elemente. In diesem Stil schrieb sie noch drei weitere Jugendromane – De tweelingen (1901), ’t Veulen (1903) und In den dop (1906) – allerdings mit weniger Elan, da sie sich nun lieber an ein erwachsenes Publikum wenden wollte.

### Erzählungen, Novellen und Romane
Die Erzählungen In mineur (In Moll) und De glorie (Der Ruhm) sowie die Novellen De dochter (Die Tochter) und De stille getuige (Der stumme Zeuge) zeigten nicht mehr die stilistische Unbefangenheit der Schul-Idyllen. In einer anfangs eher gekünstelten, dann aber strenger werdenden Prosa thematisierte Naeff nun wie auch in ihrem umfangreichen Roman Oogst (Ernte) die unterschiedliche Wahrnehmung der Liebe zwischen Mann und Frau, das Netz der Erinnerungen, in dem die Toten die Lebenden gefangen halten, und die andauernde Desillusionierung des Lebens. Ihre Geschöpfe finden kein Glück, die Liebe bleibt unerwidert, die Einsamkeit droht, der Tod ist allgegenwärtig. Dieser Pessimismus war Kunstform und Lebensstil zugleich. Die Kritiker würdigten das Talent für atmosphärische Beschreibungen und psychologische Analyse, insbesondere der weiblichen Seele. Kollegiale Anerkennung erfuhr die Schriftstellerin durch Mitgliedschaften in der 1905 gegründeten Vereniging van Letterkundigen (VvL) und im PEN-Club.

### „Autobiografie der Seele“
Bei der Mutter blieb die Schriftstellerin bis zu ihrer Heirat 1904 mit dem Arzt Huibert Willem van Rhijn (1875–1956). Das Ehepaar blieb in Dordrecht wohnen. Ihre ab 1903 für den Dordrechtsche Courant verfassen Theaterkritiken führten Naeff 1907 zu den von Eduard Verkade und Willem Royaards organisierten experimentellen Zomerspelen (Sommerspiele). Ihre leidenschaftliche Bewunderung für den ebenfalls verheirateten Royaards wurde nicht gleichermaßen erwidert. Zwar entwickelte er eine starke Bindung zu ihr, betrachtete sie aber hauptsächlich als Stütze und Seelenverwandte. Ihre unterdrückten Gefühle fanden zwischen 1912 und 1935 in ihren Romanen und Erzählungen ein Ventil. Voor de poort (Vor dem Tor) ist ein Roman über eine verzweifelte, sinnliche Verliebtheit. Der Essay Charlotte von Stein, een episode berichtet von einer heftigen, unerfüllten Liebe. Royaards erscheint dort in der Gestalt Goethes, sie als Charlotte. Charlotte war die Frau, die das Genie zu inspirieren wusste, die aber schließlich verlassen wurde, als Goethe ein „Alltagsgeschöpf“ heiratete. Eingeweihte wussten, dass damit nur Jacqueline Royaards-Sandberg gemeint sein konnte. Naeff hielt bis zum Tod des schwerkranken Royaards‘ 1929 Kontakt zu ihm. Danach begann sie mit der Arbeit an seiner Biografie, die sie 1940 fertigstellte, aber erst 1947 veröffentlichte. Ihre Beziehung zu Royaards ließ sie darin unausgesprochen.
So blickte die Autorin auch in ihrem Roman Offers (Opfer) auf eine Liebe zurück, die verborgen bleiben musste. Es stellte sich ihr die Frage, ob es klug ist, Gefühle um der Konvention und des Mitgefühls willen zu zügeln. In ihrem späteren Werk betrachtete Naeff ihre Roman- und Erzählfiguren mit der Einsicht, dass alles im Leben relativ ist. Ihre Haltung wurde ironisch, manchmal beißend spöttisch. So auch im Roman Letje, of de weg naar het geluk (Letje, oder der Weg zum Glück), wo sie die erdrückenden Konventionen des Patriziermilieus, dem sie entstammte, ironisch tadelt. Für Naeff war Literatur „autobiografie van de ziel“ (Autobiographie der Seele), da sich jeder Schriftsteller in seinem Werk zu erkennen gibt.

## Theaterkritiken, Memoiren und Ehrungen

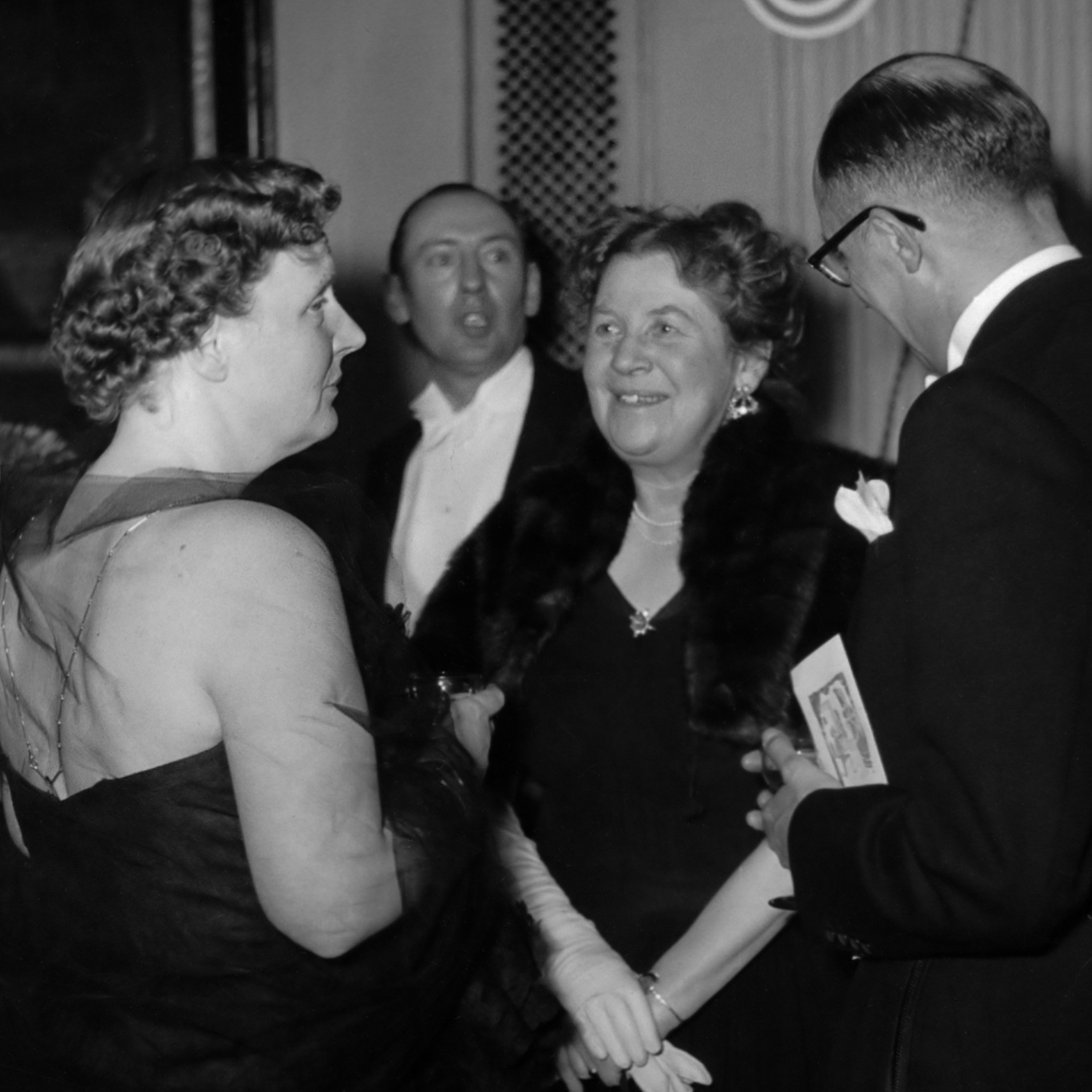
Top Naeff (Mitte) mit Königin Juliana, Buchwoche 1952

Mit ihren Theaterkritiken, so Naeff, hoffe sie in den Niederlanden „Bedingungen für eine echte Theatertradition zu schaffen“. Neben den Kritiken für den Dordrechtsche Courant schrieb sie ab 1916 auch solche für De Groene Amsterdammer. 1919 bis 1923 erschien eine Auswahl in der vierteiligen Dramatische kroniek (Dramatische Chronik). 1937 übernahm sie die Chefredaktion von Elsevier‘s Geïllustreerd Maandschrift – bis zum Verbot der Zeitschrift durch die deutschen Besatzer im Jahr 1940. Während des Zweiten Weltkriegs verweigerte die Autorin den Anschluss an die Nederlandsche Kultuurkamer. Das durch die Besatzung verursachte Leid inspirierte sie zu Gedichten, die 1947 als Klein witboek (Kleines Weißbuch) erschienen. Beeindruckender waren ihre mit feiner Ironie geschriebenen Erinnerungen Zo was het ongeveer (So war es ungefähr).
In ihren letzten Lebensjahren konnte Naeff eine Reihe von Ehrungen verbuchen: 1948 wurde sie zum Offizier sowohl des Ordens von Oranien-Nassau als auch des belgischen Kronenordens ernannt. 1952 folgte die Ehrenmitgliedschaft der Maatschappij der Nederlandse Letterkunde, 1953 die Ehrenbürgerschaft der Gemeinde Dordrecht. Wenige Wochen später starb Top Naeff unerwartet. 1960 wurde an der Fassade ihres Geburtshauses eine Skulptur enthüllt. Dann geriet ihr Werk weitgehend in Vergessenheit.

## Werke (Auswahl)
Weitere Publikationen führt die Digitale Bibliothek der niederländischen Literatur auf.
- De genadeslag (Theaterstück, 1899)
- School-idyllen (Jugendbuch, 1900)
- Aan flarden (Theaterstück, 1901)
- In mineur (Erzählung, 1902)
- De glorie (Erzählung, 1906)
- De dochter (Novelle, 1906)
- De stille getuige (Novelle, 1907)
- Oogst (Roman, 1908)
- Voor de poort (Roman, 1912)
- Dramatische kronieken (Theaterkritiken, 1919–1923)
- Charlotte von Stein, een episode (Essay, 1921)
- Letje, of de weg naar het geluk (Roman, 1926)
- Klein Witboek (Verse von 1940–1945, 1947)
- Willem Royaards, de toneelkunstenaar in zijn tijd (Biografie, 1947)
- Zo was het ongeveer (Autobiografie, 1950)

## Rezeption
Das Werk von Top Naeff wurde bis in die 1920er-Jahre durchaus positiv bewertet. Doch dann führten große Veränderungen in der niederländischen Literatur zur Beeinträchtigung ihres Rufs. Jüngere Kritiker, die sich gegen den so lange tonangebenden (Wohnzimmer)Realismus stellten, taten ihre Prosa als wenig tiefgehenden Realismus ab. Annie Romein-Verschoor warf Naeff vor, aufgrund ihrer wohlhabenden Herkunft keinen Blick für andere Gesellschaftsschichten zu haben. Naeffs Werk wurde damals oft mit dem sogenannten „Frauenroman“ in einen Topf geworfen.
Dass es weitgehend in Vergessenheit geriet, begründet A. Lammers folgendermaßen: „Es schien zu zeitgebunden, zu konventionell in der stilistischen Ausrichtung und zu begrenzt in der Milieuschilderung. Die Tragik und Aufgeschlossenheit der Schul-Idyllen und der ironische Humor von Letje hingegen sprachen die nachfolgenden Generationen weiterhin an; und Historiker meinten, ihre Bücher könnten für die Untersuchung der sozialen Schichtung in den Niederlanden im ersten Viertel des 20. Jahrhunderts von Nutzen sein.“ Gé Vaartjes nimmt dazu folgendermaßen Stellung: „Dies wird dieser außergewöhnlichen Schriftstellerin als ‚Dame‘, aber auch als ‚Rebellin‘ nicht gerecht. Vor allem ihre intelligenten und kenntnisreich geschriebenen Theaterkritiken werden von Kennern noch immer bewundert.“
Seit 1955 vergibt die Amsterdamer Theaterschule in unregelmäßigen Abständen den Top Naeff Prijs. Damit fördert sie vielversprechende Absolventen, die „eine Bereicherung der bestehenden niederländischen Tanz- und/oder Theaterpraxis darstellen“.